# Medaillewinnaars EK Kunstschaatsen mannen
De Europese kampioenschappen kunstschaatsen worden jaarlijks door de Internationale Schaatsunie (ISU) georganiseerd. Dit artikel geeft een overzicht van de medaillewinnaars bij de mannen.

## Historie
De Duitse en Oostenrijkse schaatsbond, verenigd in de "Deutscher und Österreichischer Eislaufverband", organiseerden zowel het eerste EK schaatsen voor mannen als het eerste EK kunstschaatsen voor mannen in 1891 in Hamburg, Duitse Keizerrijk, nog voor het ISU in 1892 werd opgericht. De internationale schaatsbond nam in 1892 de organisatie van het EK kunstschaatsen over. In 1895 werd besloten voortaan de Wereldkampioenschappen kunstschaatsen te organiseren en kwam het EK te vervallen. In 1898 vond toch weer een herstart plaats van het EK.
De vrouwen en paren strijden vanaf 1930 jaarlijks om het Europees kampioenschap. De ijsdansers strijden vanaf 1954 om de Europese titel. Alle kampioenschappen werden vanaf 1947 altijd in één gaststad georganiseerd.
Er werden geen kampioenschappen gehouden in 1896 en 1897 (geen organisatie), in 1902 en 1903 (geen ijs) en tijdens en direct na de Eerste Wereldoorlog (zeven jaar) en tijdens en direct na de Tweede Wereldoorlog (ook zeven jaar).
Tot en met 1948 kon elk land dat bij de ISU aangesloten was deelnemers inschrijven. Nadat de Canadese Barbara Ann Scott en de Amerikaan Richard Button beide de titel in 1948 veroverden werd de deelname vanaf 1949 beperkt tot de Europese leden van de ISU. Pas in 1999 konden niet Europese deelnemers deelnemen aan het equivalent van het EK, het Viercontinentenkampioenschap.
In 2020 werd het 112e mannentoernooi georganiseerd.

## Kampioenen
Zesenveertig mannen uit vijftien landen werden tot nu toe (editie 2020) Europees kampioen. De Zweed Ulrich Salchow is recordhouder met negen titels (tussen 1898-1913), de Oostenrijker Karl Schäfer volgt met acht titels, opeenvolgend veroverd van 1929-1936. De Rus Jevgeni Ploesjenko (2000, 2001, 2003, 2005, 2006, 2010 en 2012) en de Spanjaard Javier Fernández (2013-2019) behaalden zeven titels en de Oostenrijker Willy Böckl (1922-1928) behaalde zes titels.

## Medaillewinnaars
De Belgen Fernand Leemans (in 1947) en Kevin Van der Perren (in 2007 en 2009) behaalden de derde plaats op het EK kunstschaatsen. Er heeft nog geen Nederlandse man op het erepodium bij EK kunstschaatsen gestaan.
Tot nu toe stonden acht keer drie mannen uit hetzelfde land op het erepodium. In 1891 waren dit Duitsers. In 1922, 1927 en 1928 Oostenrijkers. In 1987 en 1988 stonden er drie mannen uit de Sovjet-Unie op het erepodium en in 1998 en 1999 drie Russen.
| Jaar      | Locatie                                             | Goud ·                                              | Zilver ·                                            | Brons ·                                             |
| --------- | --------------------------------------------------- | --------------------------------------------------- | --------------------------------------------------- | --------------------------------------------------- |
| 1891      | Hamburg                                             | Oskar Uhlig                                         | Anon Schmitson                                      | Franz Zilly                                         |
| 1892      | Wenen                                               | Eduard Engelmann                                    | Tibor von Földváry                                  | Georg Zachariades                                   |
| 1893      | Berlijn                                             | Eduard Engelmann                                    | Henning Grenander                                   | Georg Zachariades                                   |
| 1894      | Wenen                                               | Eduard Engelmann                                    | Gustav Hügel                                        | Tibor von Földváry                                  |
| 1895      | Boedapest                                           | Tibor von Földváry                                  | Gustav Hügel                                        | Gilbert Fuchs                                       |
| 1896-1897 | geen kampioenschappen georganiseerd                 | geen kampioenschappen georganiseerd                 | geen kampioenschappen georganiseerd                 | geen kampioenschappen georganiseerd                 |
| 1898      | Trondheim                                           | Ulrich Salchow                                      | Johan Lefstad                                       | Oscar Holthe                                        |
| 1899      | Davos                                               | Ulrich Salchow                                      | Gustav Hügel                                        | Ernst Fellner                                       |
| 1900      | Berlijn                                             | Ulrich Salchow                                      | Gustav Hügel                                        | Oscar Holthe                                        |
| 1901      | Wenen                                               | Gustav Hügel                                        | Gilbert Fuchs                                       | Ulrich Salchow                                      |
| 1902-1903 | geannuleerd wegens ontbreken van ijs in Amsterdam   | geannuleerd wegens ontbreken van ijs in Amsterdam   | geannuleerd wegens ontbreken van ijs in Amsterdam   | geannuleerd wegens ontbreken van ijs in Amsterdam   |
| 1904      | Davos                                               | Ulrich Salchow                                      | Max Bohatsch                                        | Nikolaj Panin                                       |
| 1905      | Bonn                                                | Max Bohatsch                                        | Heinrich Burger                                     | Karl Zenger                                         |
| 1906      | Davos                                               | Ulrich Salchow                                      | Ernst Herz                                          | Per Thorén                                          |
| 1907      | Berlijn                                             | Ulrich Salchow                                      | Gilbert Fuchs                                       | Ernst Herz                                          |
| 1908      | Warschau                                            | Ernst Herz                                          | Nikolaj Panin                                       | Stefan Przedrzymirski                               |
| 1909      | Boedapest                                           | Ulrich Salchow                                      | Gilbert Fuchs                                       | Per Thorén                                          |
| 1910      | Berlijn                                             | Ulrich Salchow                                      | Werner Rittberger                                   | Per Thorén                                          |
| 1911      | Sint-Petersburg                                     | Per Thorén                                          | Karl Ollow                                          | Werner Rittberger                                   |
| 1912      | Stockholm                                           | Gösta Sandahl                                       | Ivan Malinin                                        | Martin Stixrud                                      |
| 1913      | Oslo                                                | Ulrich Salchow                                      | Andor Szende                                        | Willy Böckl                                         |
| 1914      | Wenen                                               | Fritz Kachler                                       | Andreas Krogh                                       | Willy Böckl                                         |
| 1915-1921 | geen kampioenschappen wegens de Eerste Wereldoorlog | geen kampioenschappen wegens de Eerste Wereldoorlog | geen kampioenschappen wegens de Eerste Wereldoorlog | geen kampioenschappen wegens de Eerste Wereldoorlog |
| 1922      | Davos                                               | Willy Böckl                                         | Fritz Kachler                                       | Ernst Oppacher                                      |
| 1923      | Oslo                                                | Willy Böckl                                         | Martin Stixrud                                      | Gunnar Jakobsson                                    |
| 1924      | Davos                                               | Fritz Kachler                                       | Ludwig Wrede                                        | Werner Rittberger                                   |
| 1925      | Triberg im Schwarzwald                              | Willy Böckl                                         | Werner Rittberger                                   | Otto Preissecker                                    |
| 1926      | Davos                                               | Willy Böckl                                         | Otto Preissecker                                    | Georg Gautschi                                      |
| 1927      | Wenen                                               | Willy Böckl                                         | Hugo Distler                                        | Karl Schäfer                                        |
| 1928      | Troppau                                             | Willy Böckl                                         | Karl Schäfer                                        | Otto Preissecker                                    |
| 1929      | Davos                                               | Karl Schäfer                                        | Georg Gautschi                                      | Ludwig Wrede                                        |
| 1930      | Berlijn                                             | Karl Schäfer                                        | Otto Gold                                           | Markus Nikkanen                                     |
| 1931      | Wenen                                               | Karl Schäfer                                        | Ernst Baier                                         | Hugo Distler                                        |
| 1932      | Parijs                                              | Karl Schäfer                                        | Ernst Baier                                         | Erich Erdös                                         |
| 1933      | Londen                                              | Karl Schäfer                                        | Ernst Baier                                         | Erich Erdös                                         |
| 1934      | Seefeld                                             | Karl Schäfer                                        | Dénes Pataky                                        | Elemér Terták                                       |
| 1935      | Sankt Moritz                                        | Karl Schäfer                                        | Felix Kaspar                                        | Ernst Baier                                         |
| 1936      | Berlijn                                             | Karl Schäfer                                        | Graham Sharp                                        | Ernst Baier                                         |
| 1937      | Praag                                               | Felix Kaspar                                        | Graham Sharp                                        | Elemér Terták                                       |
| 1938      | Sankt Moritz                                        | Felix Kaspar                                        | Graham Sharp                                        | Herbert Alward                                      |
| 1939      | Davos                                               | Graham Sharp                                        | Frederick Tomlins                                   | Horst Faber                                         |
| 1940-1946 | geen kampioenschappen wegens de Tweede Wereldoorlog | geen kampioenschappen wegens de Tweede Wereldoorlog | geen kampioenschappen wegens de Tweede Wereldoorlog | geen kampioenschappen wegens de Tweede Wereldoorlog |
| 1947      | Davos                                               | Hans Gerschwiler                                    | Vladislav Čáp                                       | Fernand Leemans                                     |
| 1948      | Praag                                               | Richard Button                                      | Hans Gerschwiler                                    | Edi Rada                                            |
| 1949      | Milaan                                              | Edi Rada                                            | Ede Király                                          | Helmut Seibt                                        |
| 1950      | Oslo                                                | Ede Király                                          | Helmut Seibt                                        | Carlo Fassi                                         |
| 1951      | Zürich                                              | Helmut Seibt                                        | Horst Faber                                         | Carlo Fassi                                         |
| 1952      | Wenen                                               | Helmut Seibt                                        | Carlo Fassi                                         | Michael Carrington                                  |
| 1953      | Dortmund                                            | Carlo Fassi                                         | Alain Giletti                                       | Freimut Stein                                       |
| 1954      | Bolzano                                             | Carlo Fassi                                         | Alain Giletti                                       | Karol Divín                                         |
| 1955      | Boedapest                                           | Alain Giletti                                       | Michael Booker                                      | Karol Divín                                         |
| 1956      | Parijs                                              | Alain Giletti                                       | Michael Booker                                      | Karol Divín                                         |
| 1957      | Wenen                                               | Alain Giletti                                       | Karol Divín                                         | Michael Booker                                      |
| 1958      | Bratislava                                          | Karol Divín                                         | Alain Giletti                                       | Alain Calmat                                        |
| 1959      | Davos                                               | Karol Divín                                         | Alain Giletti                                       | Norbert Felsinger                                   |
| 1960      | Garmisch-Partenkirchen                              | Alain Giletti                                       | Norbert Felsinger                                   | Manfred Schnelldorfer                               |
| 1961      | Oost-Berlijn                                        | Alain Giletti                                       | Alain Calmat                                        | Manfred Schnelldorfer                               |
| 1962      | Genève                                              | Alain Calmat                                        | Karol Divín                                         | Manfred Schnelldorfer                               |
| 1963      | Boedapest                                           | Alain Calmat                                        | Manfred Schnelldorfer                               | Emmerich Danzer                                     |
| 1964      | Grenoble                                            | Alain Calmat                                        | Manfred Schnelldorfer                               | Karol Divín                                         |
| 1965      | Moskou                                              | Emmerich Danzer                                     | Alain Calmat                                        | Peter Jonas                                         |
| 1966      | Bratislava                                          | Emmerich Danzer                                     | Wolfgang Schwarz                                    | Ondrej Nepela                                       |
| 1967      | Ljubljana                                           | Emmerich Danzer                                     | Wolfgang Schwarz                                    | Ondrej Nepela                                       |
| 1968      | Västerås                                            | Emmerich Danzer                                     | Wolfgang Schwarz                                    | Ondrej Nepela                                       |
| 1969      | Garmisch-Partenkirchen                              | Ondrej Nepela                                       | Patrick Péra                                        | Sergei Chetverukhin                                 |
| 1970      | Leningrad                                           | Ondrej Nepela                                       | Patrick Péra                                        | Günter Zöller                                       |
| 1971      | Zürich                                              | Ondrej Nepela                                       | Sergei Chetverukhin                                 | Haig Oundjian                                       |
| 1972      | Göteborg                                            | Ondrej Nepela                                       | Sergei Chetverukhin                                 | Patrick Péra                                        |
| 1973      | Keulen                                              | Ondrej Nepela                                       | Sergei Chetverukhin                                 | Jan Hoffmann                                        |
| 1974      | Zagreb                                              | Jan Hoffmann                                        | Sergei Volkov                                       | John Curry                                          |
| 1975      | Kopenhagen                                          | Vladimir Kovalev                                    | John Curry                                          | Yuri Ovchinnikov                                    |
| 1976      | Genève                                              | John Curry                                          | Vladimir Kovalev                                    | Jan Hoffmann                                        |
| 1977      | Helsinki                                            | Jan Hoffmann                                        | Vladimir Kovalev                                    | Robin Cousins                                       |
| 1978      | Straatsburg                                         | Jan Hoffmann                                        | Vladimir Kovalev                                    | Robin Cousins                                       |
| 1979      | Zagreb                                              | Jan Hoffmann                                        | Vladimir Kovalev                                    | Robin Cousins                                       |
| 1980      | Göteborg                                            | Robin Cousins                                       | Jan Hoffmann                                        | Vladimir Kovalev                                    |
| 1981      | Innsbruck                                           | Igor Bobrin                                         | Jean-Christophe Simond                              | Norbert Schramm                                     |
| 1982      | Lyon                                                | Norbert Schramm                                     | Jean-Christophe Simond                              | Igor Bobrin                                         |
| 1983      | Dortmund                                            | Norbert Schramm                                     | Jozef Sabovčík                                      | Alexander Fadeev                                    |
| 1984      | Boedapest                                           | Alexander Fadeev                                    | Rudi Cerne                                          | Norbert Schramm                                     |
| 1985      | Göteborg                                            | Jozef Sabovčík                                      | Vladimir Kotin                                      | Grzegorz Filipowski                                 |
| 1986      | Kopenhagen                                          | Jozef Sabovčík                                      | Vladimir Kotin                                      | Alexander Fadeev                                    |
| 1987      | Sarajevo                                            | Alexander Fadeev                                    | Vladimir Kotin                                      | Viktor Petrenko                                     |
| 1988      | Praag                                               | Alexander Fadeev                                    | Vladimir Kotin                                      | Viktor Petrenko                                     |
| 1989      | Birmingham                                          | Alexander Fadeev                                    | Grzegorz Filipowski                                 | Petr Barna                                          |
| 1990      | Leningrad                                           | Viktor Petrenko                                     | Petr Barna                                          | Viacheslav Zagorodniuk                              |
| 1991      | Sofia                                               | Viktor Petrenko                                     | Petr Barna                                          | Viacheslav Zagorodniuk                              |
| 1992      | Lausanne                                            | Petr Barna                                          | Viktor Petrenko                                     | Alexei Urmanov                                      |
| 1993      | Helsinki                                            | Dmitri Dmitrenko                                    | Philippe Candeloro                                  | Eric Millot                                         |
| 1994      | Kopenhagen                                          | Viktor Petrenko                                     | Viacheslav Zagorodniuk                              | Alexei Urmanov                                      |
| 1995      | Dortmund                                            | Ilia Kulik                                          | Alexei Urmanov                                      | Viacheslav Zagorodniuk                              |
| 1996      | Sofia                                               | Viacheslav Zagorodniuk                              | Igor Pashkevich                                     | Ilia Kulik                                          |
| 1997      | Parijs                                              | Alexei Urmanov                                      | Philippe Candeloro                                  | Viacheslav Zagorodniuk                              |
| 1998      | Milaan                                              | Aleksej Jagoedin                                    | Jevgeni Ploesjenko                                  | Alexander Abt                                       |
| 1999      | Praag                                               | Aleksej Jagoedin                                    | Jevgeni Ploesjenko                                  | Alexei Urmanov                                      |
| 2000      | Wenen                                               | Jevgeni Ploesjenko                                  | Aleksej Jagoedin                                    | Dmitri Dmitrenko                                    |
| 2001      | Bratislava                                          | Jevgeni Ploesjenko                                  | Aleksej Jagoedin                                    | Stanick Jeannette                                   |
| 2002      | Lausanne                                            | Aleksej Jagoedin                                    | Alexander Abt                                       | Brian Joubert                                       |
| 2003      | Malmö                                               | Jevgeni Ploesjenko                                  | Brian Joubert                                       | Stanick Jeannette                                   |
| 2004      | Boedapest                                           | Brian Joubert                                       | Jevgeni Ploesjenko                                  | Ilja Klimkin                                        |
| 2005      | Turijn                                              | Jevgeni Ploesjenko                                  | Brian Joubert                                       | Stefan Lindemann                                    |
| 2006      | Lyon                                                | Jevgeni Ploesjenko                                  | Stéphane Lambiel                                    | Brian Joubert                                       |
| 2007      | Warschau                                            | Brian Joubert                                       | Tomáš Verner                                        | Kevin Van der Perren                                |
| 2008      | Zagreb                                              | Tomáš Verner                                        | Stéphane Lambiel                                    | Brian Joubert                                       |
| 2009      | Helsinki                                            | Brian Joubert                                       | Samuel Contesti                                     | Kevin Van der Perren                                |
| 2010      | Tallinn                                             | Jevgeni Ploesjenko                                  | Stéphane Lambiel                                    | Brian Joubert                                       |
| 2011      | Bern                                                | Florent Amodio                                      | Brian Joubert                                       | Tomáš Verner                                        |
| 2012      | Sheffield                                           | Jevgeni Ploesjenko                                  | Artur Gachinski                                     | Florent Amodio                                      |
| 2013      | Zagreb                                              | Javier Fernández                                    | Florent Amodio                                      | Michal Březina                                      |
| 2014      | Boedapest                                           | Javier Fernández                                    | Sergej Voronov                                      | Konstantin Mensjov                                  |
| 2015      | Stockholm                                           | Javier Fernández                                    | Maksim Kovtoen                                      | Sergej Voronov                                      |
| 2016      | Bratislava                                          | Javier Fernández                                    | Oleksij Bytsjenko                                   | Maksim Kovtoen                                      |
| 2017      | Ostrava                                             | Javier Fernández                                    | Maksim Kovtoen                                      | Michail Koljada                                     |
| 2018      | Moskou                                              | Javier Fernández                                    | Dmitri Aliev                                        | Michail Koljada                                     |
| 2019      | Minsk                                               | Javier Fernández                                    | Aleksandr Samarin                                   | Matteo Rizzo                                        |
| 2020      | Graz                                                | Dmitri Aliev                                        | Artoer Danieljan                                    | Moris Kvitelasjvili                                 |
| 2021      | afgelast naar aanleiding van de coronapandemie      | afgelast naar aanleiding van de coronapandemie      | afgelast naar aanleiding van de coronapandemie      | afgelast naar aanleiding van de coronapandemie      |
| 2022      | Tallinn                                             | Mark Kondratjoek                                    | Daniel Grassl                                       | Deniss Vasiļjevs                                    |
| 2023      | Espoo                                               | Adam Siao Him Fa                                    | Matteo Rizzo                                        | Lukas Britschgi                                     |
| 2024      | Kaunas                                              | Adam Siao Him Fa                                    | Aleksandr Selevko                                   | Matteo Rizzo                                        |
| 2025      | Tallinn                                             | Lukas Britschgi                                     | Nikolaj Memola                                      | Adam Siao Him Fa                                    |

## Medailleklassement per land
| #      | Land                           | Goud | Zilver | Brons | Totaal |
| ------ | ------------------------------ | ---- | ------ | ----- | ------ |
| 1      | Oostenrijk                     | 31   | 17     | 21    | 69     |
| 2      | Rusland                        | 13   | 18     | 12    | 43     |
| 3      | Frankrijk                      | 12   | 16     | 10    | 38     |
| 4      | Zweden                         | 11   | 1      | 4     | 16     |
| 5      | Tsjecho-Slowakije              | 10   | 7      | 8     | 25     |
| 6      | Sovjet-Unie                    | 8    | 12     | 10    | 30     |
| 7      | Spanje                         | 7    | 0      | 0     | 7      |
| 8      | Duitse Democratische Republiek | 4    | 1      | 3     | 8      |
| 9      | Duitsland                      | 3    | 14     | 15    | 32     |
| 10     | Verenigd Koninkrijk            | 3    | 7      | 7     | 17     |
| 11     | Oekraïne                       | 3    | 2      | 3     | 8      |
| 12     | Hongarije                      | 2    | 4      | 3     | 9      |
| 13     | Italië                         | 2    | 2      | 3     | 7      |
| 14     | Zwitserland                    | 1    | 5      | 1     | 7      |
| 15     | Tsjechië                       | 1    | 1      | 2     | 4      |
| 16     | Verenigde Staten               | 1    |        |       | 1      |
| 17     | Noorwegen                      | 0    | 3      | 3     | 6      |
| 18     | Polen                          | 0    | 1      | 1     | 2      |
| 19     | Israël                         | 0    | 1      |       | 1      |
| 20     | België                         | 0    | 0      | 3     | 3      |
| 21     | Finland                        | 0    | 0      | 2     | 2      |
| 22     | Georgië                        | 0    | 0      | 1     | 1      |
| Totaal | Totaal                         | 112  | 112    | 112   | 336    |

Medaillewinnaars

Mannen · 
Vrouwen ·
Paren · 
IJsdansen

Toernooi

1891 · 
1892 · 
1893 · 
1894 · 
1895 · 
1896-1897 · 
1898 · 
1899 · 
1900 · 
1901 · 
1902-1903 · 
1904 · 
1905 · 
1906 · 
1907 · 
1908 · 
1909 · 
1910 · 
1911 · 
1912 · 
1913 · 
1914 · 
1915-1921 · 
1922 · 
1923 · 
1924 · 
1925 · 
1926 · 
1927 · 
1928 · 
1929 · 
1930 · 
1931 · 
1932 · 
1933 · 
1934 · 
1935 · 
1936 · 
1937 · 
1938 · 
1939 ·
1940-1946 · 
1947 · 
1948 · 
1949 · 
1950 · 
1951 · 
1952 · 
1953 · 
1954 · 
1955 · 
1956 · 
1957 · 
1958 · 
1959 · 
1960 · 
1961 · 
1962 · 
1963 · 
1964 · 
1965 · 
1966 · 
1967 · 
1968 · 
1969 · 
1970 · 
1971 · 
1972 · 
1973 · 
1974 · 
1975 · 
1976 · 
1977 · 
1978 · 
1979 · 
1980 · 
1981 · 
1982 · 
1983 · 
1984 · 
1985 · 
1986 · 
1987 · 
1988 · 
1989 · 
1990 · 
1991 · 
1992 · 
1993 · 
1994 · 
1995 ·
1996 · 
1997 · 
1998 · 
1999 · 
2000 · 
2001 · 
2002 · 
2003 · 
2004 · 
2005 · 
2006 ·
2007 ·
2008 ·
2009 ·
2010 ·
2011 ·
2012 ·
2013 ·
2014 ·
2015 ·
2016 ·
2017 ·
2018 ·
2019 ·
2020 ·
2021 · 
2022 · 
2023 · 
2024 · 
2025

WK kunstschaatsen ·
WK kunstschaatsen junioren ·
Viercontinentenkampioenschap ·
Olympische Spelen